# Grincourt-lès-Pas

Grincourt-lès-Pas este o comună în departamentul Pas-de-Calais, Franța. În 1 ianuarie 2022 avea o populație de 30 de locuitori.